# NGC 7577
NGC 7577 في الفهرس العام الجديد، هي مجرة، تقع في كوكبة الحوت. اكتشفت في 7 أكتوبر 1885 .

## روابط خارجية
- NGC 7577 على موقع ويكي سكاي: DSS2, SDSS, GALEX, IRAS, Hydrogen α, X-Ray, Astrophoto, Sky Map, Articles and images